# Pachycoris torridus
Pachycoris torridus ou percevejo do pinhão bravo é um percevejo da família Scutelleridae. Entre as suas características está o cuidar das crias e a existência de indivíduos com colorações diversas (o que levou a que por vezes fosse classificado como sendo várias espécies).

## Alimentação
O P. torridus alimenta-se de frutos de várias plantas, como pinhões e araçazeiros; é possível que o seu hospedeiro original seja o arre-diabo (Cnidoscolus pubescens). Considera-se que o inseto pode ser uma praga significativa para as culturas de pinhão-manso.

## Diferentes cores
Os indivíduos da espécie P. torridus apresentam  diferentes colorações, tendo, por isso, já sido erroneamente identificados como sendo 8 espécies diferentes. O inseto é por norma preto ou marron, com 22 pintas coloridas (8 no pronoto e 14 no escutelo), cuja cor pode variar entre o vermelho, amarelo, laranja e marrom. As cores não são hereditárias, sendo determinadas por fatores ambientais.

## Cuidado das crias
As fêmeas frequentemente cuidam dos seus ovos e das ninfas (pelo menos no início do desenvolvimento destas), tendo sido observado que tal afeta significativamente a sobrevivência destas (num estudo experimental, 13,8% das crias cuja mãe ficou junto com elas morreram antes de atingir a idade adulta, enquanto naquelas que foram separadas da mãe a mortalidade foi de 71,36% - supõe-se que a presença da mãe contribui para que os ovos e ninfas não sejam atacados por parasitas e parasitóides).

## Inimigos naturais
O P. torridus é frequentemente parasitado por outros insetos, como a vespa Telenomus pachycoris.